# Louise de Vilmorin
Louise Lévêque de Vilmorin (* 4. April 1902 in Verrières-le-Buisson; † 26. Dezember 1969 ebenda) war eine französische Schriftstellerin, Dichterin und Journalistin.

## Leben
Louise Lévêque de Vilmorin war die zweite Tochter von Philippe Lévêque de Vilmorin (1872–1917) und seiner Ehefrau Mélanie de Gaufridy de Dortan (1876–1937). Ihre Mutter unterhielt eine Liebesbeziehung mit dem spanischen König Alfons XIII. – aus der Liaison ging ein Sohn, Roger Lévêque de Vilmorin (1905–1980), hervor. Louise de Vilmorin erhielt eine umfassende Ausbildung und sprach mehrere Fremdsprachen. Während ihres Literatur-Studiums in Paris lernte sie Antoine de Saint-Exupéry kennen und gab 1923 ihre Verlobung mit ihm bekannt. Saint-Exupéry überlebte einen Flugzeugabsturz über Le Bourget nur schwer verletzt. Aus Rücksicht auf die Wünsche seiner Verlobten und deren Familie gab er sein Vorhaben, Militärpilot zu werden, auf und ging einer Bürotätigkeit nach – dennoch löste de Vilmorin die Verlobung.
De Vilmorin war zweimal verheiratet. In erster Ehe heiratete sie 1925 den reichen US-amerikanischen Immobilienmakler Henry Leigh Hunt (1886–1972). Aus der Verbindung, die 1937 in Las Vegas geschieden wurde, gingen drei Töchter hervor. 1938 heiratete sie den österreichisch-ungarischen Playboy Pál Graf Pálffy de Erdöd (1890–1968), eine Ehe, die nach nur wenigen Monaten wieder geschieden wurde. Darauf ging sie mehrere Affären ein, unter anderen mit Jean Cocteau, Thomas Maria Graf Paul Esterházy de Galántha und mit dem britischen Botschafter Alfred Duff Cooper.
Mit der Erzählung Madame de …, die de Vilmorin 1951 veröffentlichte, wurde sie auch außerhalb Frankreichs bekannt. Zum Schreiben angeregt wurde sie von André Malraux. Der Literat und spätere Kulturminister Charles de Gaulles war ihr langjähriger Freund und zeitweiliger Lebensgefährte, insbesondere 1967 bis zu ihrem Tod 1969. Ihre ersten Werke waren Gesellschaftsromane, in die sie viel von sich und ihrer Familie einfließen ließ. Einen Namen machte sich die reiche Erbin auch als Gastgeberin. Auf dem Schlossgut ihrer Familie, dem Château de Vilmorin, pflegte sie die führenden Künstler Frankreichs um sich zu versammeln, unter anderem Alain Cuny, Pierre Bergé, René Clair, Max Ophüls, Anaïs Nin, Paul Meurisse, die Maler Jean Hugo und Bernard Buffet, die Tänzer Roland Petit und Zizi Jeanmaire, Coco Chanel und Léo Ferré.
2019 brachte die französische Post zum 50. Todestag von de Vilmorin eine Sondermarke heraus.

## Werke

### Deutsche Buchausgaben
- Julietta. Roman. Deutsche Verlagsanstalt, Stuttgart 1953
  - Neuübersetzung von Patricia Klobusiczky: Dörlemann, Zürich 2010, ISBN 978-3-908777-53-3
- Madame de … Erzählung. Biederstein, München 1953; Klett-Cotta, Stuttgart 1983, ISBN 3-608-95152-0
  - Neuübersetzung von Patricia Klobusiczky: Dörlemann, Zürich 2012, ISBN 978-3-908777-74-8
- Belles Amours. Roman. Aus dem Franz. von Peter Gan, Biederstein, München 1955; Klett-Cotta, Stuttgart 1984, ISBN 3-608-95150-4; Neuübersetzung aus dem Franz. von Patricia Klobusiczky, Zürich : Dörlemann, 2022, ISBN 978-3-03820-102-1
- Weh dem, der liebt. Biederstein, München 1956
  - Neuübersetzung von Patricia Klobusiczky als: Liebesgeschichte. Dörlemann, Zürich 2009, ISBN 978-3-908777-37-3
- Der Brief im Taxi. Roman. Signum, Gütersloh 1962
  - Neuübersetzung von Patricia Klobusiczky. Dörlemann, Zürich 2016, ISBN 978-3-03820-033-8

### Filmographie
- 1953: Julietta (Vorlage)
- 1953: Madame de … (Vorlage)
- 1958: Die Liebenden (Drehbuch)
- 1960: Die Französin und die Liebe, 2. Episode (Drehbuch)
- 1968: Stunde der Wahrheit (Drehbuch, zusammen mit Orson Welles)